# Testimony
Testimony (2003) is het eerste echte progressieve album dat Neal Morse opnam nadat hij de band Spock's Beard had verlaten.

## Geschiedenis
Op het album vertelt Neal Morse het verhaal van zijn zoektocht en bekering. Ondanks de overduidelijk christelijk boodschap werd het album in de rockwereld goed ontvangen. Het is een muzikaal divers album met technisch uitstekende muzikanten, van wie drummer Mike Portnoy (bekend van Dream Theater, waar Neal Morse ook mee heeft samengewerkt in Transatlantic) de bekendste is. Portnoy zal de vaste drummer blijven op Morse' progressieve soloalbums. Het album is ook integraal te beluisteren en te bekijken op de dvd Testimony Live (2004), een liveopname van een concert in de 013 in Tilburg. Naast het complete album staat hier onder andere een complete versie van de Transatlantic-klassieker Stranger in your soul op.

## Tracklist

### Cd 1 72:46
Deel 1 - 41:08
1. "The Land Of Beginning Again" – 3:10
2. "Overture No. 1" – 5:58
3. "California Nights" – 5:46
4. "Colder in the Sun" – 6:20
5. "Sleeping Jesus" – 5:32
6. "Interlude" – 1:56
7. "The Prince of the Power of the Air" – 2:43
8. "The Promise" – 2:52
9. "Wasted Life" – 6:50

Deel 2 - 31:38
1. "Overture No. 2" – 2:31
2. "Break of Day" – 6:55
3. "Power in the Air" – 5:03
4. "Somber Days" – 5:06
5. "Long Story" – 5:35
6. "It's All I Can Do" – 6:25

### Cd 2 50:57
Deel 3 - 12:06
1. "Transformation" – 3:00
2. "Ready to Try" – 4:17
3. "Sing it High" – 4:48

Deel 4 - 28:19
1. "Moving in my Heart" – 3:06
2. "I Am Willing" – 6:28
3. "In the Middle" – 2:27
4. "The Storm Before the Calm" – 7:31
5. "Oh, to Feel Him" – 6:17
6. "God's Theme" – 2:31

Deel 5 - 10:33
1. "Overture No. 3" – 1:05
2. "Rejoice" – 2:28
3. "Oh Lord My God" – 3:54
4. "God's Theme 2" – 2:10
5. "The Land of Beginning Again" – 0:54

### Cd 3 13:39
(Cd 3 alleen beschikbaar bij de Limited Edition)
1. "The fang ... sings!" – 0:18
2. "Tuesday Afternoon/Find My Way Back Home" – 13:21

## Bandleden
- Neal Morse - producer, gitaar, synthesizer, piano, orgel, zang
- Mike Portnoy - drums
- Kerry Livgren - gitaar
- Eric Brenton - viool, fluitgitaarsolo op "Long Story"

### Overige muzikanten
- Chris Carmichael, David Henry, Jim Hoke, Katie Hagen, Neil Rosengarden, Mark Leginer,
+ Byron House, Johnny Cox, Pamela Ward, Jerry Guidrox, Aaron Marshall, Terry White, Rick Altizer & Gene Miller.